# Vladímir Laniuguin
Vladímir Laniuguin –en ruso, Владимир Васильевич Ланюгин– (Jabárovsk, 21 de diciembre de 1948) es un jinete soviético que compitió en las modalidades de concurso completo y doma.
Ganó una medalla de oro en el Campeonato Europeo de Concurso Completo de 1975 y una medalla de bronce en el Campeonato Europeo de Doma de 1985, ambas  en la prueba por equipos.
Participó en los Juegos Olímpicos de Múnich 1972, ocupando el séptimo lugar en la prueba por equipos del concurso completo.

## Palmarés internacional
| Campeonato Europeo | Campeonato Europeo | Campeonato Europeo | Campeonato Europeo |
| Año                | Lugar              | Medalla            | Categoría          |
| ------------------ | ------------------ | ------------------ | ------------------ |
| 1975               | Luhmühlen (RFA)    | Medalla de oro     | Por equipos        |

| Campeonato Europeo | Campeonato Europeo     | Campeonato Europeo | Campeonato Europeo |
| Año                | Lugar                  | Medalla            | Categoría          |
| ------------------ | ---------------------- | ------------------ | ------------------ |
| 1985               | Copenhague (Dinamarca) | Medalla de bronce  | Por equipos        |